# Clytosemia bicincta
Clytosemia bicincta là một loài bọ cánh cứng trong họ Cerambycidae.